# Arne Öberg

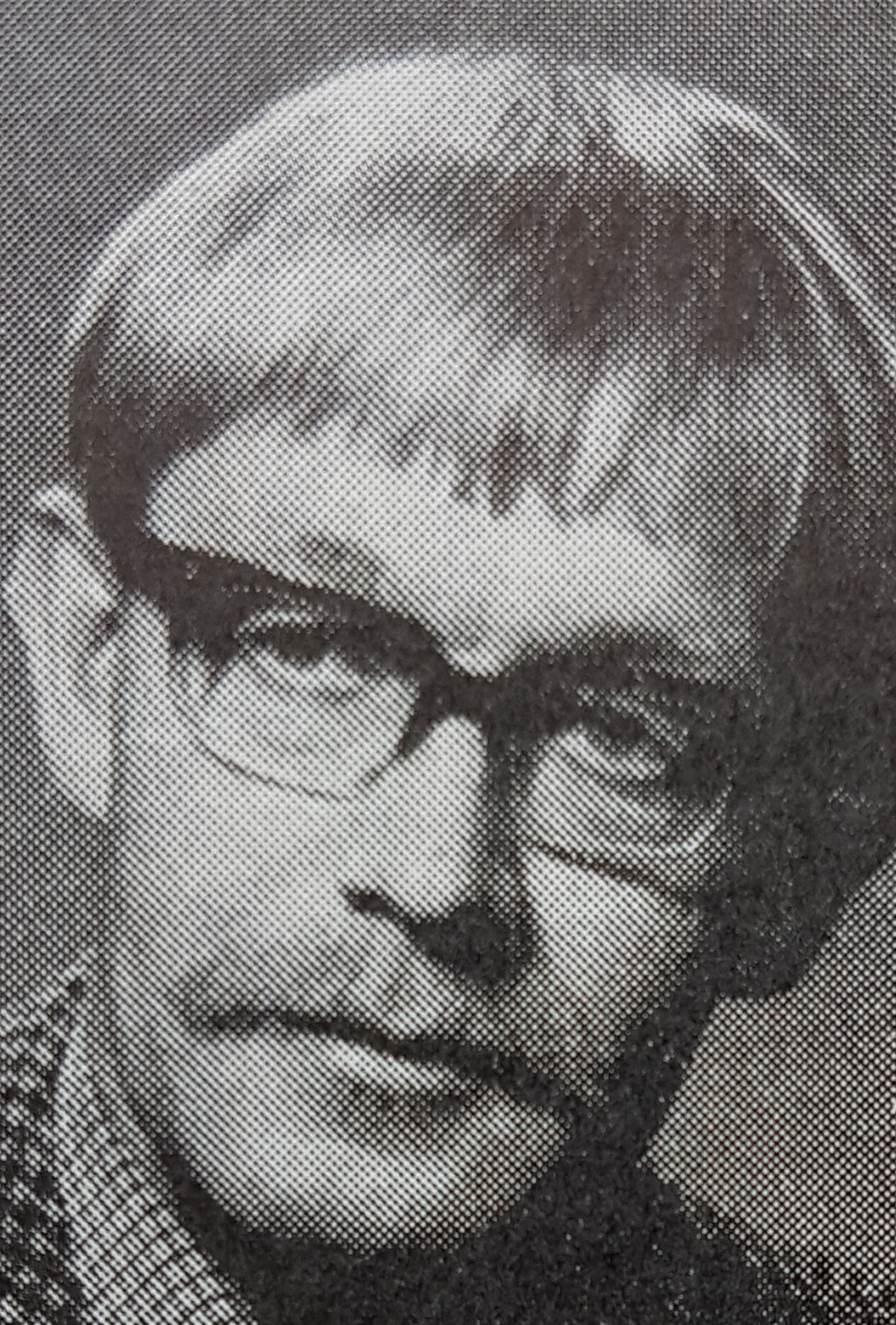
Arne Öberg

Arne Helge Lennart Öberg, född 2 juli 1928 i Helsingborg, död där 29 november 2000, var en svensk målare, tecknare och grafiker.
Han var son till ingenjören Helge Öberg och Rut Ohlsson och gift första gången 1948 med Annmarie Avellin-Hultman och andra gången från 1959 med Anna Barbara Weinreich och tredje gången från 1963 med Maria Mäkelä. Han är far till musikern Sebastian Öberg och  teaterchefen, regissören och kompositören Alexander Öberg. Öberg studerade vid Konstfacks konstindustriella dagskola 1944–1946 och vid skolans teckningslärarinstitut 1946–1950 samt under studieresor till bland annat Jugoslavien, Spanien och Frankrike. Separat ställde han ut i Helsingborg 1958 och tillsammans med Rudolf Nilsson ställde han ut i Landskrona 1959. Han medverkade i Liljevalchs vårsalong 1950 och i samlingsutställningar arrangerade av Helsingborgs konstförening samt Kulla konst i Höganäs. Hans konst består av figurer, industrikomplex, gatumotiv och landskap utförda i olja, akvarell eller i form av teckningar. Öberg är gravsatt i minneslunden vid Helsingborgs krematorium.